# NGC 132
NGC 132 (другие обозначения — UGC 301, MCG 0-2-63, ZWG 383.32, KUG 0027+018, IRAS00276+0149, PGC 1844) — спиральная галактика с перемычкой (SBbc) в созвездии Кита.
Этот объект входит в число перечисленных в оригинальной редакции «Нового общего каталога».
В галактике вспыхнула сверхновая SN 2004fe типа Ic, её пиковая видимая звездная величина составила 18,1.

## Открытие
Галактика была открыта Уильямом Гершелем 25 декабря 1790 года. В «Новом общем каталоге» она описана как достаточно тусклая, довольно большая, округлая, с очень постепенно растущей яркостью к середине; пёстрая, но детали не разрешаются.

## Свойства
На современных фотографиях у галактики хорошо различимы два спиральных рукава, перемычка и тусклое звездоподобное ядро. Во внутренних частях спиральных рукавов видна клочковатая структура. Рукава яркие до менее чем половины оборота вокруг ядра, затем они расширяются и делаются тусклыми.
При визуальном наблюдении в телескоп галактика хорошо видна как овальная светящаяся туманность, слегка вытянутая в направлении север-юг, расположенная к запад-юго-западу от тусклой звезды поля. Поверхностная яркость довольно равномерная, края галактики плохо определяются.
Лучевая скорость 5464 км/с. Расстояние около 244 млн световых лет. Линейный поперечник около 149 тысяч световых лет. Видимые угловые размеры 2,1′×1,9′. Фотографическая звёздная величина 13,74m.